# 寶治合戰
寶治合戰（宝治合戦）是鎌倉時代中期發生在鎌倉的鎌倉幕府內亂。寶治元年（1247年）6月5日，執權・北條氏和有力御家人・三浦氏之間的對立引起武力衝突，北條氏和其外戚安達氏誅滅三浦氏及其同黨。也稱作三浦氏之亂。

## 背景
仁治3年(1242)6月，鎌倉幕府三代執權・北條泰時去世，由嫡孫・北條經時繼任執權。此時北條經時年方19，將軍・藤原賴經年方25，長期被架空的藤原賴經欲奪回實權，許多反北條得宗之御家人也向藤原賴經靠攏，形成執權派與將軍派的對立。
寬元2年(1244)4月，年僅6歲的藤原賴經之子・藤原賴嗣舉行元服儀式，同時繼任將軍一職。然，藤原賴經仍以「大殿」的身分，對幕府保持著影響力。
寬元4年(1245)閏4月，北條經時去世，由其弟・北條時賴繼任執權。同年6月，反北條得宗的御家人・名越光時因有謀反之嫌疑遭到流放，許多將軍派的御家人也遭到解除評定眾的職務或流放；7月，藤原賴經被迫返回京都，此事件史稱宮騒動。然，藤原賴經的側近・三浦光村在送別藤原賴經時卻對其表示「一定再將您迎回鐮倉」。9月，北條時賴提議讓北條重時擔任連署，遭到三浦光村兄長・三浦泰村反對。三浦氏身為幕府有力御家人，某種程度上來說係將軍派，但在宮騒動後，仍維持著僅次於北條氏的地位。
寶治元年(1247)4月，在高野山出家的御家人，同時為北條時賴外祖父的安達景盛返回鐮倉，與北條時賴商討政事；安達景盛更怒斥兒子・安達義景與孫子・安達泰盛，斥責二人對三浦氏毫無防備。5月6日，北條時賴收三浦光村次男・駒石丸為養子。5月13，藤原賴嗣正妻・檜皮姬病逝，北條時賴因服喪而寄宿於三浦泰村處。
寶治元年(1247)正月至三月間，鎌倉接連發生怪事，初代將軍・源賴朝的法華堂前突然失火、冬日驚雷、羽蟻群飛、光物飛行、鶴岡八幡宮的門故障、由比濱的浪潮變為赤色、巨大流星、黄蝶群飛，有不吉之兆。
寶治元年(1247)5月18日，天空中出現異光，同時，安達義景宅邸出現白旗(白旗為源氏的象徵)；5月21日，鶴岡八幡宮的鳥居前豎立起一告示牌，上面表示「三浦泰村驕傲自大，不聽幕府命令，近期必遭誅罰」，上述二事有極高機率是安達氏的作為。5月底，北條時賴發現三浦泰村正在從安房與上總的領地調集兵器；而後，北條時賴也聚集大軍於其宅邸。6月3日，三浦泰村向北條時賴辯解道，是為了自衛才集結兵力。

## 合戰經過
寶治元年(1247)6月5日，北條時賴派遣使者・平盛綱至三浦泰村處，表示其無意開戰。然，在北條時賴收到三浦泰村的回復前，安達義景與安達泰盛卻率先襲擊三浦一黨。北條時賴見此，命北條時定為總大將，出兵援助安達氏。開戰後，北條時賴趕去將軍御所，掌控住五代將軍・藤原賴嗣，以示大義名分，並命北條實時守衛御所。
北條、安達一方久攻不下三浦宅邸，便派人至宅邸南鄰放火，此時正好吹起南風，濃煙灌進三浦宅邸，三浦一黨不堪忍受，撤往源賴朝的法華堂。原先駐紮於永福寺(鎌倉)的三浦光村也聽從兄長的命令，撤往法華堂與三浦泰村匯合。最終，在與北條、安達一方大戰三刻後，以三浦泰村、三浦光村兄弟黨為首之500餘人在源賴朝的畫像前自盡；三浦光村為使他人無法辨認自己，便切掉整張臉，血液噴濺至源賴朝畫像上。
御家人・毛利季光原先要前往將軍御所，加入北條、安達一方，然在其妻(三浦泰村之妹)勸戒下，轉而支援三浦氏一方，後也自殺身亡。

## 戰後
合戰結束後，北條時賴給六波羅北方・北條重時派出信使，並向經朝廷匯報戰果；同時，幕府向西國御家人下發公文，表示「三浦氏一方謀反」。此後，幕府在諸國搜捕三浦氏餘黨，如三浦泰村之妹夫，上總的千葉秀胤及常陸的関政泰等人皆遭到追討。
寶治元年(1247)6月8日，幕府召見法華堂一僧侶。此一僧人於三浦一黨闖入法華堂時沒來得及逃走，於是躲進天花板中。據此一僧侶所言，三浦光村於死前怒斥兄長，表示「若趁著藤原賴經還是將軍之時，聽從藤原賴經之父・九條道家密令起兵討伐北條氏，三浦泰村現在已成為執權，正是因為三浦泰村沒有當機立斷，三浦氏才會淪落於此」；然三浦泰村卻只是平靜的回顧三浦氏種種功績，並對被討伐之現狀感到遺憾。
據『北條九代記』紀載，四代將軍・藤原賴經返回京都後，與三浦氏合謀，拉攏武士對抗北條氏，然事跡敗露。
建長元年(1249年)，幕府設立引付眾，用以輔助評定眾處理訴訟，引付頭人由北條一門擔任。
建長三年(1251年)12月，幕府以其謀反之虞捉拿矢作左衛門尉、長次郎左衛門尉久連、了行法師等寶治合戰中三浦一方的殘黨。
建長4年(1252年)2月20日，幕府以文武不精、不務正業、無將軍威嚴、不關心民眾等為由，罷黜五代將軍・藤原頼嗣。2月21日，前關白・九條道家去世。幕府將軍由後嵯峨上皇第一皇子・宗尊親王繼任。
寶治和戰後，北條氏擔任諸國守護、評定眾、引付眾的比例日漸增加，然執權、連署、評定眾形式化，從建長年間開始，在北條得宗宅邸由北條得宗及其親信所召開的會議掌控實質的權力(寄合眾的前身)，幕府逐漸形成北條得宗一家獨大的局面，幕政朝向「得宗專制」發展。

## 關連項目
- 宮騒動（日语：宮騒動）
- 吾妻鏡